# Ismaël Boura
Ismaël Boura (Bandrélé, 14 agosto 2000) è un calciatore francese naturalizzato comoriano, difensore del Troyes.

## Carriera

### Club
Cresciuto nel settore giovanile del Lens, il 19 aprile 2020 ha firmato il primo contratto professionistico, di durata triennale. Ha esordito in prima squadra il 23 agosto 2020, nella partita di Ligue 1 persa per 2-1 contro il Nizza.
Il 5 ottobre 2021 viene ceduto in prestito al Le Havre.
A fine prestito fa ritorno al Lens, con cui milita per un'altra stagione (trovando poco spazio) prima di venire ceduto a titolo definitivo al Troyes. Il 20 febbraio 2024 viene riscattato dal Troyes.

### Nazionale
Il 15 ottobre 2024 esordisce con le Comore nell'amichevole pareggiata 0-0 contro l'Angola.

## Statistiche

### Presenze e reti nei club
Statistiche aggiornate al 4 febbraio 2025.
| Stagione        | Squadra         | Campionato      | Campionato | Campionato | Coppe nazionali | Coppe nazionali | Coppe nazionali | Coppe continentali | Coppe continentali | Coppe continentali | Altre coppe | Altre coppe | Altre coppe | Totale | Totale |
| Stagione        | Squadra         | Comp            | Pres       | Reti       | Comp            | Pres            | Reti            | Comp               | Pres               | Reti               | Comp        | Pres        | Reti        | Pres   | Reti   |
| --------------- | --------------- | --------------- | ---------- | ---------- | --------------- | --------------- | --------------- | ------------------ | ------------------ | ------------------ | ----------- | ----------- | ----------- | ------ | ------ |
| 2017-2018       | Lens 2          | N2              | 12         | 1          | -               | -               | -               | -                  | -                  | -                  | -           | -           | -           | 12     | 1      |
| 2018-2019       | Lens 2          | N2              | 23         | 1          | -               | -               | -               | -                  | -                  | -                  | -           | -           | -           | 23     | 1      |
| 2019-2020       | Lens 2          | N2              | 18         | 2          | -               | -               | -               | -                  | -                  | -                  | -           | -           | -           | 18     | 2      |
| 2020-2021       | Lens            | L1              | 20         | 0          | CF              | 1               | 0               | -                  | -                  | -                  | -           | -           | -           | 21     | 0      |
| ago.-ott. 2021  | Lens            | L1              | 5          | 0          | CF              | -               | -               | -                  | -                  | -                  | -           | -           | -           | 5      | 0      |
| ott. 2021-2022  | Le Havre        | L2              | 16         | 1          | CF              | 1               | 0               | -                  | -                  | -                  | -           | -           | -           | 17     | 1      |
| 2022-2023       | Lens 2          | N3              | 3          | 0          | -               | -               | -               | -                  | -                  | -                  | -           | -           | -           | 3      | 0      |
| Totale Lens 2   | Totale Lens 2   | Totale Lens 2   | 56         | 4          |                 | -               | -               |                    | -                  | -                  |             | -           | -           | 56     | 4      |
| 2022-2023       | Lens            | L1              | 9          | 0          | CF              | 2               | 0               | -                  | -                  | -                  | -           | -           | -           | 11     | 0      |
| Totale Lens     | Totale Lens     | Totale Lens     | 34         | 0          |                 | 3               | 0               |                    | -                  | -                  |             | -           | -           | 37     | 0      |
| 2023-2024       | Troyes          | L2              | 30         | 0          | CF              | 1               | 0               | -                  | -                  | -                  | -           | -           | -           | 31     | 3      |
| 2024-2025       | Troyes          | L2              | 20         | 0          | CF              | 2               | 0               | -                  | -                  | -                  | -           | -           | -           | 22     | 0      |
| Totale Troyes   | Totale Troyes   | Totale Troyes   | 50         | 0          |                 | 3               | 0               |                    | -                  | -                  |             | -           | -           | 53     | 0      |
| Totale carriera | Totale carriera | Totale carriera | 156        | 5          |                 | 7               | 0               |                    | -                  | -                  |             | -           | -           | 163    | 5      |

### Cronologia presenze e reti in nazionale
| Cronologia completa delle presenze e delle reti in nazionale ― Comore | Cronologia completa delle presenze e delle reti in nazionale ― Comore | Cronologia completa delle presenze e delle reti in nazionale ― Comore | Cronologia completa delle presenze e delle reti in nazionale ― Comore | Cronologia completa delle presenze e delle reti in nazionale ― Comore | Cronologia completa delle presenze e delle reti in nazionale ― Comore | Cronologia completa delle presenze e delle reti in nazionale ― Comore | Cronologia completa delle presenze e delle reti in nazionale ― Comore |
| Data                                                                  | Città                                                                 | In casa                                                               | Risultato                                                             | Ospiti                                                                | Competizione                                                          | Reti                                                                  | Note                                                                  |
| --------------------------------------------------------------------- | --------------------------------------------------------------------- | --------------------------------------------------------------------- | --------------------------------------------------------------------- | --------------------------------------------------------------------- | --------------------------------------------------------------------- | --------------------------------------------------------------------- | --------------------------------------------------------------------- |
| 25-3-2024                                                             | Marrakech                                                             | Comore                                                                | 0 – 0                                                                 | Angola                                                                | Amichevole                                                            | -                                                                     | 64’                                                                   |
| 9-9-2024                                                              | Radès                                                                 | Madagascar                                                            | 1 – 1                                                                 | Comore                                                                | Qual. Coppa d'Africa 2025                                             | -                                                                     | 46’                                                                   |
| 15-10-2024                                                            | Abidjan                                                               | Comore                                                                | 1 – 1                                                                 | Tunisia                                                               | Qual. Coppa d'Africa 2025                                             | -                                                                     | 78’                                                                   |
| 15-11-2024                                                            | Berkane                                                               | Gambia                                                                | 1 – 2                                                                 | Comore                                                                | Qual. Coppa d'Africa 2025                                             | -                                                                     |                                                                       |
| 20-3-2025                                                             | Berkane                                                               | Comore                                                                | 0 – 3                                                                 | Mali                                                                  | Qual. Mondiali 2026                                                   | -                                                                     | 65’ 76’                                                               |
| Totale                                                                |                                                                       | Presenze                                                              | 5                                                                     |                                                                       | Reti                                                                  | 0                                                                     |                                                                       |